# Impact Pro Wrestling
A Impact Pro Wrestling (IPW) é uma promoção de wrestling profissional localizada em Auckland, Nova Zelândia, sendo uma das três principais federações nacionais, juntamente com a Kiwi Pro Wrestling e a New Zealand Wide Pro Wrestling. Fundada em 2003, a IPW realiza regularmente eventos no país e seu surgimento é creditado como um dos principais fatores para o ressurgimento do wrestling profissional na Nova Zelândia.
Entre seus principais lutadores do atual plantel estão Reuben de Jong e Vinny Dunn.

## Títulos
| Título                                   | Atuais campeões                             | Data                | Evento           | Campeões anteriores                        |
| ---------------------------------------- | ------------------------------------------- | ------------------- | ---------------- | ------------------------------------------ |
| IPW New Zealand Heavyweight Championship | "The Deal" Dal Knox                         | 12 de março de 2011 | IPW Genesis 2011 | "The One" Vinny Dunn                       |
| IPW New Zealand Tag Team Championship    | Smack Industries (Alexander & Jon. E. King) | 12 de março de 2011 | IPW Genesis 2011 | Saint Chaos (Brian St. James & Curt Chaos) |